# Heimat (Schiff, 1948)
Heimat war der erste Name eines Fahrgastschiffes, das lange in Berlin beheimatet war.

## Geschichte
Das Schiff wurde 1948 bei Walter & Voss in Plaue gebaut. 1953 war es, neben der Rheinland, eines der beiden Schiffe der Reederei David und Söhne, die am Nordufer 1 in Berlin ihren Sitz hatte. Die Heimat war damals für die Beförderung von 230 Personen zugelassen. Für das Jahr 1968, in dem die Reederei David immer noch diese beiden Schiffe betrieb, gibt Kurt Groggert eine Höchstzahl von 300 Personen an.
Im Juni 1977 übernahm die Reederei Bethke die Heimat. Im Jahr 1987 trug das Schiff bereits den Namen Astor und wurde von Mathias Bethke betrieben. Groggert gibt an, dass das Schiff damals noch 33 Meter lang und 7,4 Meter breit war. Es hatte zu diesem Zeitpunkt eine Zulassung für die Beförderung von 200 Personen. Noch 1987/89 allerdings wurde das Schiff bei den Deutschen Industriewerken in Spandau umgebaut und verlängert: Für das Jahr 2000, in dem die Astor für Simone Prause fuhr, gibt Schubert eine Länge von 47,6 Metern bei unveränderter Breite an. Motorisiert war das Schiff damals mit einer 360-PS-Maschine. Im Jahr 2000 durften mit der Astor 500 Personen befördert werden. 2007 fuhr die Astor wieder für Matthias Bethke, nun mit einer Zulassung für 300 Personen. Bethke stieß das Schiff wenig später ab. In den Jahren 2010 bis 2013 erfolgten umfangreiche Renovierungsarbeiten. Offenbar war die ehemalige Astor ex Heimat damals schon unter dem neuen Namen Porta Bohemica 1 in Děčín gemeldet. Bald darauf stand sie wieder zum Verkauf, und zwar in Dresden. Schließlich gelangte das Schiff nach Prag, wo es unter dem neuen Namen Poseidon fahren sollte.